# Банк «Київ»
Ки́їв (повна назва: Публічне акціонерне товариство «Акціонерний комерційний банк „Київ“») — колишній український банк. Діяв у столиці та регіонах України і здійснював комплексне обслуговування клієнтів-резидентів і нерезидентів України.
26 червня 2015 року НБУ ухвалив рішення про ліквідацію банку «Київ» через його неплатоспроможність. Процедура ліквідації має завершитися у червні 2019.

## Історія
Банк «Київ» було створено 7 грудня 1995 року, шляхом перейменування та передачі всіх прав та зобов'язань від АКБ «Київщина», що був зареєстрований 19 травня 1993. За класифікацією НБУ він входив до групи середніх банків, станом на 1 січня 2007 мав 11 філіалів та 76 відділень у різних регіонах України.
Глобальна фінансова криза 2008 року здійснила значний вплив на його діяльність та стабільність. Банк відмовився повертати вкладникам депозити і припинив виплачував по них відсотки. Також на погашення власних кредитних зобов'язань ним було спрямовано кошти, отримувані від населення за сплату комунальних платежів. Прокуратурою Києва було здійснено перевірку та встановлено, що за період з 13 січня по 9 лютого 2009 року банком «Київ» було отримано від населення, але не перераховано на рахунок КП «Головний інформаційно-обчислювальний центр», платежів на загальну суму 3,6 млн грн. Після втручання прокуратури, банк «Київ» почав виплачувати борги, продаючи своє майно. Співробітництво з ним припинили влада Києва та Пенсійний фонд України. 9 лютого 2009 року в банку було введено режим Тимчасової адміністрації, що тривав по 18 вересня 2009.
В липні 2009 держава капіталізувала банк «Київ» на суму 3 млрд. 565 млн ₴, в результаті чого статутний капітал банку досяг 3 567 544 000 ₴, номінал акції — 1,01 ₴.
17 березня 2011 прокуратура Києва порушила кримінальну справу проти колишнього акціонера та голови правління Миколи Марченка, котрий, зловживаючи службовим становищем, спричинив матеріальні збитки банку у розмірі понад 5,6 млн грн. 16 грудня 2011 він був затриманий СБУ. Крім того, 14 посадовим особам АКБ «Київ», включаючи Миколу Марченка та його замісника, було пред'явлено звинувачення у фальсифікації документів та незаконному отримуванні коштів, шляхом оформлення кредитів фізичним особам, ніби на інвестування житла. Було встановлено збитки на загальну суму понад 38 млн гривень.
11 лютого 2015 Кабінетом Міністрів України було прийнято рішення про виведення банку «Київ» з ринку, шляхом відчуження його активів і зобов'язань на користь АБ «Укргазбанк». 26 червня 2015 року було оприлюднено рішення про ліквідацію, яка мала завершитися до 24 червня 2016. Цей термін кілька разів подовжувався — до 24 червня 2019 року.

## Структура власності
Станом на 1 січня 2009 головними акціонерами банку «Київ» були:
- Микола Марченко (пряма участь — 29,2917 %, опосередкована — 17,4641 %)
- Віктор Марченко (пряма участь — 17,4641 %, опосередкована — 29,2917 %)
- ПАТ «Київпроект» (пряма участь — 14,9225 %, опосередкована — 4,9444 %)
- ТОВ «КУА „Інтер Кепітал Груп“» (пряма участь — 4,9444 %, опосередкована — 14,9225 %)

З 17 червня 2009 власником 99,937 % акцій банку стала держава в особі Міністерства фінансів. Юридичним особам-резидентам належало 0,016 % акцій банку, фізичним особам-резидентам — 0,047 % акцій.

## Показники діяльності
- 2000: активи — 233 500 млн грн, зобов'язання — 184 761 млн грн, власний капітал — 47 387 млн грн[19]
- 2007: активи — 3 млрд 283 228 млн грн, зобов'язання — 2 млрд 773 771 млн грн, власний капітал — 509 457 млн грн[19]
- 2008: активи — 4 млрд 887 415 млн грн, зобов'язання — 4 млрд 297 142 млн грн, власний капітал — 590 273 млн грн[19]
- 2009: активи — 3 млрд 196 268 млн грн, зобов'язання — 2 млрд 288 886 млн грн, власний капітал — 907 382 млн грн[19]
- 2011: активи — 2 млрд 703 748 млн грн, зобов'язання — 1 млрд 921 267 млн грн, власний капітал — 780 325 млн грн[19]
- 2014: активи — 1 млрд 484 553 млн грн, зобов'язання — 1 млрд 319 970 млн грн, власний капітал — 164 584 млн грн[19]

## Ліцензії
Ліцензії Державної комісії з цінних паперів та фондового ринку (ДКЦПФР)
Ліцензії від 17.08.2010 року (професійна діяльність на фондовому ринку) строком дії до 17.08.2015 року:
- Серія АГ № 399118 (діяльність з торгівлі цінними паперами: дилерська діяльність)
- Серія АГ № 399117 (діяльність з торгівлі цінними паперами: брокерська діяльність)
- Серія АГ № 399097 (депозитарна діяльність зберігача цінних паперів)
- Серія АГ № 399098 (депозитарна діяльність з ведення реєстру власників іменних цінних паперів)

Свідоцтво учасника Фонду гарантування вкладів фізичних осіб
- № 76 від 21.08.09 про реєстрацію банку у Реєстрі банків-учасників (тимчасових учасників) Фонду. Реєстраційний № 079 від 02.09.99.

## Членство у професійних організаціях
- Асоціація українських банків (АУБ)
- Фонд гарантування вкладів фізичних осіб
- Товариство Міжнародних Міжбанківських фінансових телезв'язків SWIFT
- Міжнародні платіжні системи MasterCard WorldWide та VISA International (принципове членство)
- Національна система масових електронних платежів (НСМЕП)
- Українська міжбанківська програма банкоматних мереж «АТМоСфера»
- Системи швидких грошових переказів (Western Union, UNIStream, PrivatMoney)

ПАТ «АКБ „Київ“» був уповноваженим банком Пенсійного фонду по виплаті пенсій та інших нарахувань, а також уповноваженим Міністерства фінансів України агентом з оформлення відшкодування податку на додану вартість облігаціями внутрішньої державної позики, які випускаються відповідно до постанови КМУ № 368 від 12 травня 2010 року.

## Голови правління
- Марченко Микола Степанович, 1995 — 18 травня 2009[20][21]
- Маслов Юрій Костянтинович, 14 серпня 2009 — 26 березня 2010[22]
- Гриців Андрій Степанович, 30 червня 2010 — 25 травня 2011[22]
- Скосирська Світлана Володимирівна, 26 травня — 1 червня 2011 (в.о.), 2 червня 2011 — 25 квітня 2013[22]
- Тютюнник Олег Альфредович, 26 квітня 2013 — 22 вересня 2014[22]
- Кичук Олег Іванович (тимчасовий адміністратор, уповноважена особа ФГВФО), від 25 лютого 2015[22]